# Albert Decourtray
Albert Decourtray (ur. 9 kwietnia 1923 w Wattignies k. Lille, zm. 16 września 1994 w Lyonie) – francuski duchowny katolicki, kardynał, arcybiskup Lyonu i prymas Galii.

## Życiorys
Święcenia kapłańskie otrzymał 29 czerwca 1947 roku. Studiował na Papieskim Uniwersytecie Gregoriańskim i Papieskim Instytucie Biblijnym w Rzymie. Po powrocie do Francji został rektorem Wyższego Seminarium Duchownego w Lille. 27 maja 1971 roku Paweł VI mianował go biskupem tytularnym Hippo Diarrhytus i biskupem pomocniczym diecezji Dijon, a trzy lata później, 22 kwietnia 1974 roku jej ordynariuszem. Przez 6 lat był zastępcą przewodniczącego Konferencji Episkopatu Francji, a w latach 1987–1990 jej przewodniczącym. 29 października 1981 roku Jan Paweł II przeniósł go na stolicę metropolitalną do Lyonu. Wszechstronnie wykształcony angażował się w sprawy ekumeniczne i misyjne Kościoła. Stawał w obronie narodu libańskiego, uchodźców i praw rodziny. Znany był również z otwartości wobec licznej w Lyonie wspólnoty muzułmańskiej i wrażliwości na kwestie społeczne, szczególnie tzw. gorących przedmieść, na których często bywał. 25 maja 1985 roku został wyniesiony do godności kardynalskiej z tytułem prezbitera Santissima Trinità al Monte Pincio. Rok przed śmiercią został mianowany członkiem Akademii Francuskiej. Uczestniczył w rozmowach genewskich w sprawie klasztoru sióstr karmelitanek w Oświęcimiu. Jego stanowisko spotkało się z uznaniem stron żydowskiej i polskiej, co pozwoliło rozwiązać konflikt. Zmarł w Lyonie. Pochowano go w podziemiach archikatedry metropolitalnej w Lyonie.